# Florida (departement)

Departementets läge i Uruguay.

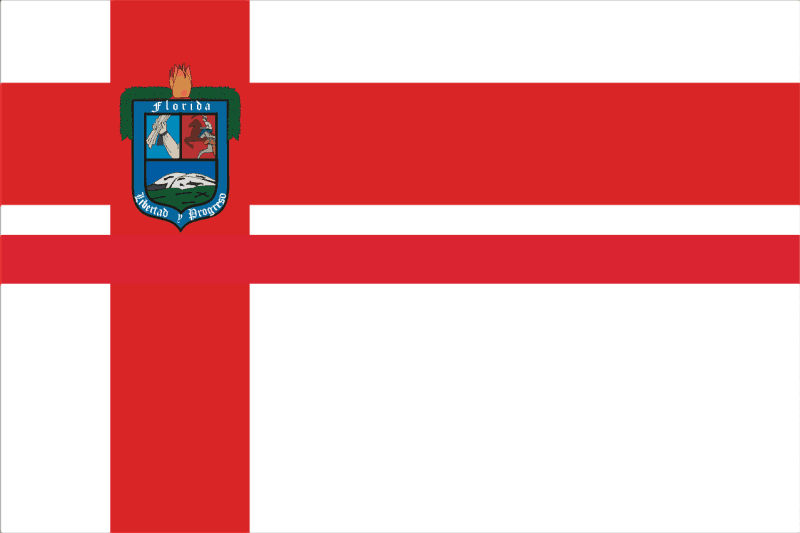
Departementets flagga.

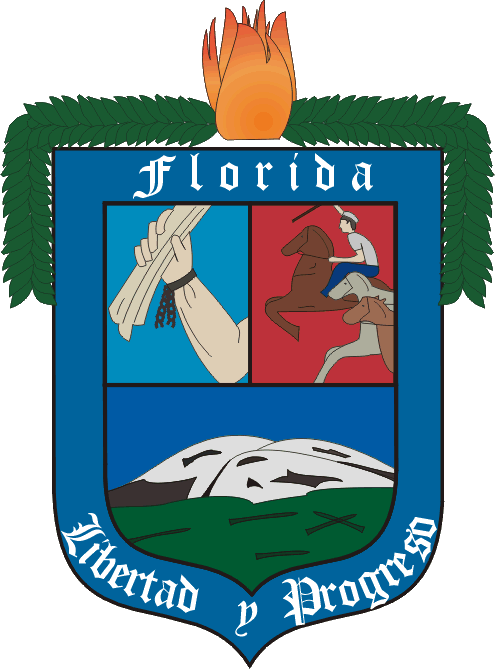
Departementets emblem.

Departementet Florida (Departamento de Florida) är ett av Uruguays 19 departement.

## Geografi
Florida har en yta på cirka 10 417 km² med cirka 68 200 invånare. Befolkningstätheten är 6 invånare/km². Departementet ligger i Región Centro-Sur (Central-syd regionen).
Huvudorten är Florida med cirka 31 500 invånare.

## Förvaltning
Departementet förvaltas av en Intendencia Municipal (stadsförvaltning) som leds av en Intendente (intendent), ISO 3166-2-koden är "UY-FD".
Departementet är underdelad i municipios (kommuner).
Florida inrättades den 10 juli 1856 genom delning av departementet San José.